# Hotel Le Plaza

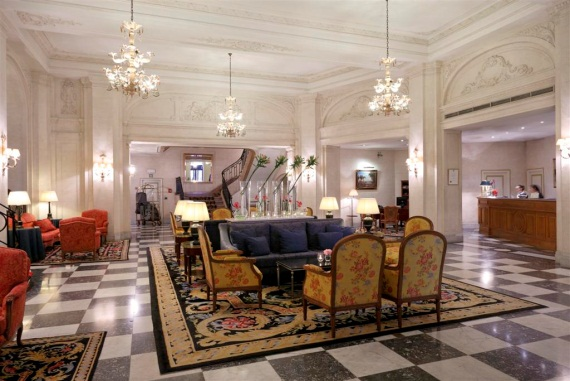
De lobby

Hotel Le Plaza is een luxehotel aan de Adolphe Maxlaan in de Belgische hoofdstad Brussel.
Het hotel kwam op de plaats van bioscoop Winter Palace. Het opende zijn deuren in 1930 en is daarmee het jongste zogenaamde palace of klassiek luxehotel van Brussel. Architect Michel Polak hanteerde een art-deco-stijl en zou zich ook hebben laten inspireren door het Hôtel George-V in Parijs, met een Lodewijk XVI-interieur. Aanvankelijk was er een bioscoopzaal in het gebouw geïntegreerd, in een weelderige Spaans-Arabisch-Moorse stijl. Hij sloot de deuren in 1985 en kreeg een nieuwe functie als congreszaal.
Tegenwoordig is Le Plaza een van de laatste onafhankelijke hotels in Brussel. In de jaren 90 werd er een grondige renovatie ondernomen met het oog op het herstellen van Le Plaza's oorspronkelijke glorie. Het hotel telt 190 kamers en suites, verdeeld over 7 verdiepingen.

## Fotogalerij

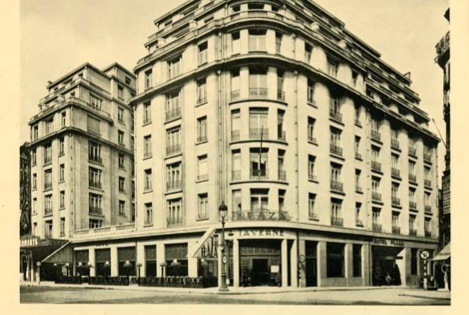
Le Plaza als nieuwbouw
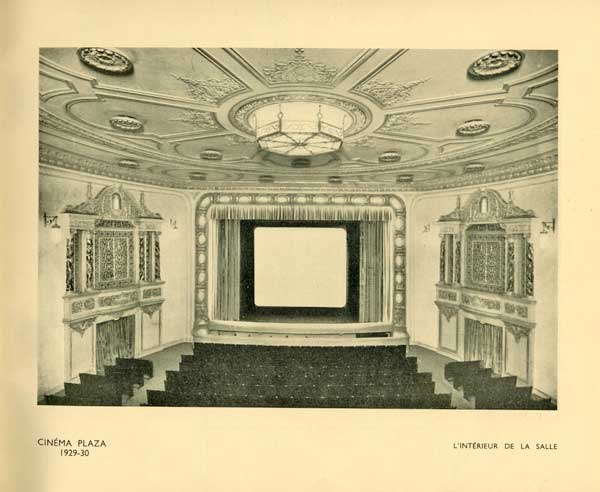
Bioscoop
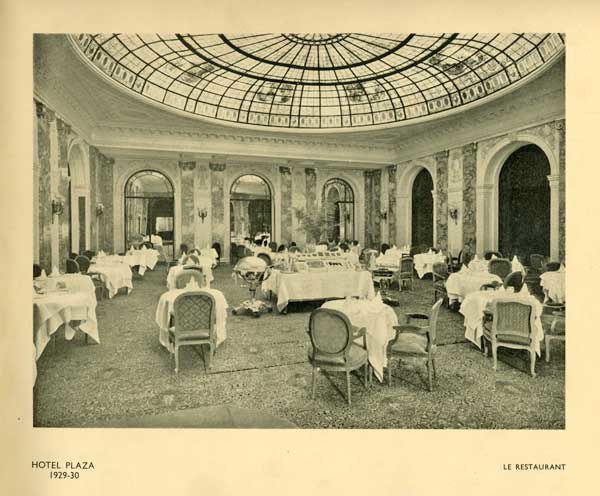
Restaurant